# Conus eversoni
Conus eversoni é uma espécie de gastrópode do gênero Conus, pertencente à família Conidae.